# Valdir Peres
Valdir Peres (* 2. Januar 1951 in Garça, São Paulo; † 23. Juli 2017 in Mogi Mirim; eigentlich Waldir Peres de Arruda) war ein brasilianischer Fußballspieler.
Der Torhüter Valdir Peres war zwischen 1973 und 1984 der Stammtorwart von FC São Paulo. In dieser Zeit stieg er zum brasilianischen Nationaltorhüter auf. Zu Beginn seiner Karriere stand er noch im Schatten von Torwartlegende Emerson Leão. So war er bei der Fußball-Weltmeisterschaft 1974 in Deutschland und der Fußball-Weltmeisterschaft 1978 in Argentinien noch Ersatztorwart. Bei der Fußball-Weltmeisterschaft 1982 in Spanien bestritt er sämtliche Spiele als Torwart Nummer eins.
Valdir Peres beendete seine Karriere 1990, nachdem er insgesamt 30 Länderspiele bestritten hatte. Sein Sohn José Diego „Diogo“ Pires (* 1981) ist ebenfalls Fußballer und spielt für den Club Guarani.

## Erfolge
São Paulo
- Staatsmeisterschaft von São Paulo: 1975, 1978, 1980, 1981
- Campeonato Brasileiro Série A: 1977

Santa Cruz
- Staatsmeisterschaft von Pernambuco: 1990

Nationalmannschaft
- Copa Roca: 1976
- Taça do Atlântico: 1976

Auszeichnungen
- 1975 wurde er in Brasilien zum Fußballer des Jahres gewählt.